# Българска литература от Втората световна война до 10 ноември 1989 г.
Българска литература след Втората световна и преди 10 ноември 1989 г. е маркирана от политическите промени след 9 септември 1944, както и изискванията на литературния реализъм. Във връзка с това се нови теми, свързани с новите условия на социалистическото общество, държава и изкуството на социалистическия реализъм.
През този период написват своите големи романи Димитър Талев, Димитър Димов и Емилиян Станев, а сред най-известните поети са Веселин Ханчев, Валери Петров, Александър Геров и Блага Димитрова.
Най-известни и популярни писатели през този период са: Павел Вежинов (фантастика), Николай Хайтов, Ивайло Петров, Йордан Радичков, Генчо Стоев, Вера Мутафчиева.